# ضباعة بنت عامر
ضُباعة بنت عامر (توفيت نحو 10هـ / 631) هي شاعرة صحابية.
هي ضباعة بنت عامر بن قراط بن سلمة الخير، من بني قشير. كانت زوجة هشام بن المغيرة. أسلمت بمكة أوائل ظهور الدعوة وأراد الرسول محمد أن يتزوجها.

## وصلات خارجية
- ديوان ضباعة بنت عامر في بوابة الشعراء.